# أهارون أمير
أهارون أمير (بالعبرية: אהרן אמיר‏) (5 يناير 1923، كاوناس في ليتوانيا - 28 فبراير 2008)؛ كاتب، محرر أدبي، مترجم، شاعر وروائي إسرائيلي. درس في الجامعة العبرية في القدس.

## الجوائز
- جائزة إسرائيل